# كلاب غبية 2
كلاب غبية 2 (بالإنجليزية: 2 Stupid Dogs)‏ هو مسلسل كارتوني أمريكي كوميدي من أنتاج هانا-باربيرا من عام 1993 -1995. يتحدث المسلسل عن كلبان غبيان (كلب كبير، كلب قصير) وفي كل حلقة أحداث منوعة ومضحكة ومغامرات لا تخلو من ظرافه.

## روابط خارجية
- كلاب غبية 2 على موقع IMDb (الإنجليزية)
- كلاب غبية 2 على موقع روتن توميتوز (الإنجليزية)
- كلاب غبية 2 على موقع ديسكوغز (الإنجليزية)
- كلاب غبية 2 على موقع كينوبويسك (الروسية)
- كلاب غبية 2 على موقع ألو سيني (الفرنسية)
- كلاب غبية 2 على موقع قاعدة بيانات الفيلم (الإنجليزية)